# Stenosphenus bivittatus
Stenosphenus bivittatus là một loài bọ cánh cứng trong họ Cerambycidae.